# ミラクリン
ミラクリン (miraculin) は味覚修飾物質のひとつの可溶性タンパク質である。
アメリカ食品医薬品局や欧州連合では食品添加物として認可されなかったが、日本では1996年（平成8年）に厚生省の認可を受けた。しかし該当製品がないという理由で2004年（平成16年）に認可が取り消された。

## 作用機構
ミラクリンは甘味受容体と結合する性質を持つ。酸味を持つものを食べると水素イオンがミラクリンと結合して構造が変化し、甘味受容体を活性化すると考えられている。つまりミラクリンは酸味を甘味に変える作用を持つが、この物質自体は無味である。ただし、酸味をなくすわけではないので酸味も若干感じる。タンパク質であるため、100℃以上に加熱したり、pH3以下、また12以上の環境ではその作用を失う。またカルシウムイオンやマグネシウムイオンの存在によってもその作用が阻害される。
同じように酸味を甘味に変えるタンパク質にはネオクリンやクルクリン，ストロジンなどが知られている。

## 構造
ミラクリンは191アミノ酸残基からなるタンパク質に糖鎖が結合した糖タンパク質であることが1989年に発見された。分子量は約24,600 Daで、そのうち13.9%にあたる3,400 Daはグルコサミン（31%）、マンノース（30%）、フコース（22%）、キシロース（10%）、ガラクトース（7%）等からなる糖鎖が占める。
通常はジスルフィド結合を介してつながった二量体が2つつながった四量体(98.4 kDa)の形で存在している。

| シグナル (29)                              | MKELTMLSLS FFFVSALLAA AANPLLSAA                        |
| 1-50                                       | DSAPNPVLDI DGEKLRTGTN YYIVPVLRDH GGGLTVSATT PNGTFVCPPR |
| 51-100                                     | VVQTRKEVDH DRPLAFFPEN PKEDVVRVST DLNINFSAFM PNPGPETISS |
| 101-150                                    | WCRWTSSTVW RLDKYDESTG QYFVTIGGVK FKIEEFCGSG FYKLVFCPTV |
| 151-191                                    | CGSCKVKCGD VGIYIDQKGR GRRLALSDKP FAFEFNKTVY F          |
| Swiss-Protのデータベースによるアミノ酸配列 |                                                        |

糖含量は約14%、等電点は9.1とアルカリ側に偏っている。

## 製法
西アフリカ原産のアカテツ科の植物ミラクルフルーツ (Richardella dulcifica) の実から抽出される。ミラクルフルーツ1粒あたりからは0.3 mg程度しか得られないが、2004年、筑波大学の研究グループがミラクリン遺伝子をレタスに組み込んで大量発現させる実験に成功した。

## 研究者
横浜国立大学の栗原堅三は日本におけるミラクリンを研究した。栗原は初めてミラクルフルーツから味覚修飾物質を単離し、ミラクルフルーツの名前からミラクリンと名づけて1968年に科学誌サイエンスに発表した。
またミラクルフルーツの種を日本に持ち込み、ミラクリンの作用機構を解明した。さらに遺伝子工学を用いたミラクリン製造にも成功し、特許を取得している。